# Anaspis thoracica

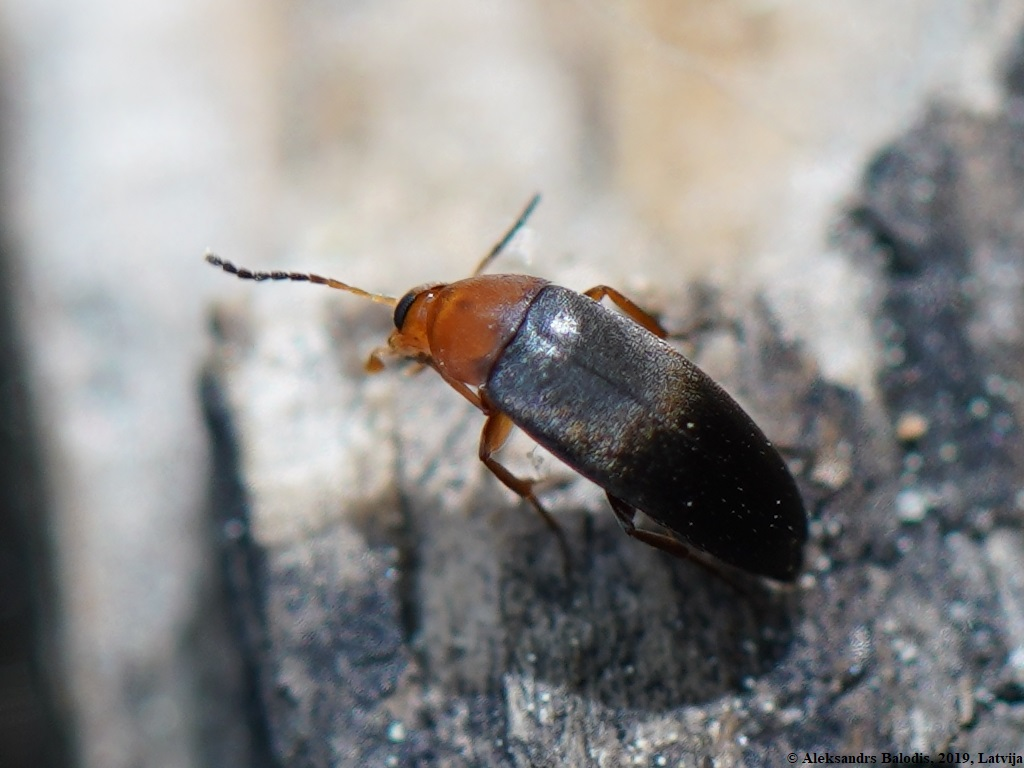

Anaspis thoracica ist ein Käfer aus der Familie der Seidenkäfer (Scraptiidae).

## Merkmale
Die Käfer haben eine Größe von 2,5–3 mm. Sie besitzen einen länglich-ovalen Körper. Kopf, Halsschild und Beine der Käfer sind gelbrot gefärbt. Die basalen Fühlerglieder sind ebenfalls gelbrot, die restlichen Fühlerglieder sind dagegen dunkel gefärbt. Die Flügeldecken sowie die Ventralseite der Käfer sind in der Regel schwarz, können jedoch ebenfalls rötlich gefärbt sein. Von der ebenfalls gelbrot gefärbten ähnlichen Art Anaspis flava sind in diesem Fall die Männchen anhand des kurzen zweiten Tarsengliedes zu unterscheiden.

## Verbreitung
Die Käferart ist in Mitteleuropa weit verbreitet und lokal häufig. Im Norden Europas fehlt die Art. Ihr Verbreitungsgebiet reicht im Süden bis zur Iberischen Halbinsel, nach Italien und in den Westen der Balkanhalbinsel.

## Lebensweise
Die Imagines beobachtet gewöhnlich zwischen Mai und Anfang August. Die Käfer findet man an den Blüten verschiedener Doldenblütler (darunter Wiesen-Bärenklau) und Rosengewächsen, aber auch an wildem Spargel.